# Louro Artur
Carlos Manuel Louro Artur (20 de janeiro de 1943, Almada,Portugal) é um artista plástico português, conhecido simplesmente por Louro Artur. É filho de Manuel Maria Artur e de Dulcelina Louro. É casado com Maria Natalina com quem tem três filhas: Patrícia, Carla e Regina Artur. Referência no dicionário biográfico dos artistas portugueses do Século XX da History Press Limited.

## Biografia
Cursou Pintura Decorativa e Secção Preparatória às Escola Superior de Belas-Artes na Escola António Arroio, em Lisboa (anos 60). Finalizando a Escola António Arroios, no ano subsequente ingressa no curso de Pintura na Escola Superior de Belas Artes-ESBAL. Na Universidade de Aveiro realizou um curso de formação em Tecnologia de Materiais Específicos (Cerâmica - anos 80) e completou o curso de Gravura na Cooperativa de Gravadores Portugueses e os Estudos Superiores Especializados em Gestão Pedagógica e Educacional (anos 90), na Escola Superior de Educação de Setúbal.
Desde 1962 exerceu atividade como professor e desde 1975 formador de formadores, exerceu o cargo de Professor Adjunto na Escola Superior de Educação de Setúbal (1986-2003) e do qual foi membro do Conselho Consultivo (2003-2004). Igualmente Professor, coordenador e membro do Conselho Científico da Universidade Sénior de Almada (USALMA). É sócio Honorário do Instituto de Apoio à Criança. Com o objetivo de desenvolver as artes visuais (a nível local, regional e nacional), a 8 de julho de 1982 funda com outros artistas (Francisco Bronze, Carlos Canhão, Jorge Pé Curto, Vítor Ferreira, Ângela Luzia, Pedro de Sousa, Lourdes Sério e José Zagallo) a Associação de Artistas Plásticos do Concelho de Almada «Imargem», da qual foi presidente, instituição considerada de utilidade pública a 28 de maio de 1992 e ao qual o município atribuí, em 2007, Medalha de Prata, e sócia da Federação das Coletividades de Cultura e Recreio (desde 1996). 

### Influências
É influenciado pelas mais variadas vertentes artísticas, entre as quais, a arquitetura e pintura de Frederico George (1915-94); pintura de Estrela Faria (1910-76) e Lino António (1898-1974); escultura de Jorge Vieira (1922-98) e pintura/cerâmica de Querubim Lapa (1925-2016) uma vez, ter tido como professores Querubim Lapa, Jorge Vieira, Abel Manta, Marcelino Vespeira e ter trabalhado com mestres como Lino António e Estrela Faria. Na década de 60 é influenciado pelo natural e orgânico da época, pintando o óleo «Máscara» em 1963 e vários «Movimento Orgânico-Objecto (I)», em 1962 e 1963 (óleo e desenho, primeiro em esferográfica cinzenta e depois a cores). Na década de 70, inicia uma reflexão sobre o corpo da letra. Nos anos 80 interessa-se pelo tema «duas viagens e um rio» e «espaços de falésia», em óleos contemplando as figuras de «Romeu Correia-Escritor» (1989) e «Bulhão Pato» (1989); no desenho aguarelas de 1980. No fim da década de 80 e na década de 90 remete para os Jogos Tradicionais de Infância (temática já abordada), em óleo, de 1990 o «Jogo do Berlinde» e «Jogo do Pião», e de 1998 «Cabra-Cega»; no desenho de 1990, «Jogadores de Cartas» e «Fantoche de Luva». Entre outras, fica conhecido pelas «Aguadeiras-Fonte da Telha» (lápis de carvão), alegoria de 2012  e «Redescobrir a Identidade», quadro a óleo da coleção de 2012 «Portugueses no Oriente», fragmentos de arte Namban II (1000X1000 mm2) onde o povo japonês contava a história dos portugueses.

### Prémios
Possui como prémios e distinções: 
- 1º Prémio de Desenho da Exposição de Arte Moderna da Câmara Municipal da Moita (1963);
- Medalha de Ouro de Mérito Cultural da Cidade de Almada (1994);
- Medalha de Ouro de Reconhecimento e Homenagem da Federação da Coletividade de Cultura e Recreio (1996);
- Prémio Artista do Ano-Desenho e Pintura, Jornal Outra Banda (1996/97);
- Avaliação de Mérito e Excelência enquanto Professor atribuída pelo Ministério da Educação por Eduardo Marçal Grilo (1998)[6][7].

### Participações gráficas
Sob a assinatura das iniciais do seu apelido (L.A.) criou maquetas gráficas das medalhas comemorativas: dos 150 anos da Sociedade Filarmónica Incrível Almadense, do Campismo de Almada, da Imprensa Regional, dos 450 anos da Misericórdia de Almada.
Participou na ilustração da capa (mole, 159x227 mm2) e livro «O musgo dos dias» (Edições Cosmos, 2013), de Nuno Gomes dos Santos, que conquistou o primeiro Prémio Nacional de Poesia Ator Mário Viegas. Realizou a pintura que fora usada na capa do livro «Romeu Correia - Memória Viva de Almada» de Alexandre Castanheira (Edição Câmara Municipal de Almada CMA, 1992). Participou em ilustrações para jornais como Diário de Notícias (DN), República, Jornal de Almada e outros jornais regionais. Ilustrou em coautoria ilustrações para o livro «Maria Tonta, como eu» (Distri-editora, 1983) de Maria Rosa Colaço, livros didáticos EUT, o livro de poemas de Fernando Fitas, "O Saciar das Aves" (2009), de comemoração dos 30 anos de carreira do poeta. 

### Escola Básica/Creche Louro Artur
Em 2007, a Escola Básica (1ºciclo) e Jardim de Infância (creche) da Charneca de Caparica foi construída e batizada com o nome do ilustre almadense Louro Artur (o qual realizou dois painéis de azulejos - Flora da Arriba Fóssil na entrada Sul e Jogos Tradicionais Infantis no Refeitório).

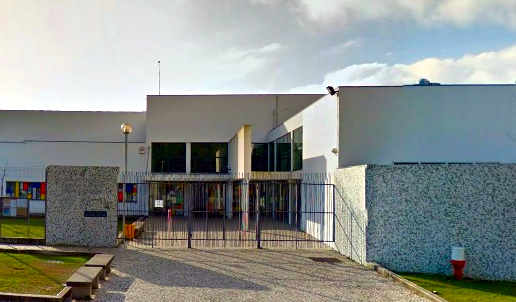
Escola Básica e Jardim de Infância Louro Artur

Desde a década de 60 que conta com mais de 150 exposições coletivas e outras tantas individuais, quer a nível nacional como internacional. Enumeram-se as seguintes:

### Exposição a nível individual
- Galerias em Lisboa: Convosco (20/5 - 26/6/1997), S.Mamede, Fonte Nova, Pátio Alfacinha, S.Francisco (26/1 - 13/2/1981)[11], Galeria DN (1989) - refletindo memórias de 40 anos de atividade[12], etc.;
- Galerias: Correio-Mor (Sintra), Inter-Atrium (Porto), Junta Nova (Estoril), etc.[13];
- Exposição Antológica, Convento dos Capuchos (1960), Galeria Municipal de Arte de Almada (Vitória dos Deuses-Desenho, Crucificação-Guache[14]);
- Gárgulas Portuguesas Revisitadas (18/9 - 17/10/2010), Casa da Cerca-Centro de Arte Contemporânea, Almada. Exposição assente no tema património no qual o artista pinta várias «goteiras» esculpidas em pedra, trazidas do seu ambiente, nos telhados, para superfícies bidimensionais[15] (óleos de 2001: Almirante D.Fuas - Lenda da Nazaré; Na Boca de um Búzio - Cavaleiro Andante | Uma Boa Hora)[16];
- Arquitectura da Água - gárgulas de Almada e seu termo. Mostra de desenhos e pinturas do artista por ocasião do Dia Nacional da Água, patente no Convento dos Capuchos, Caparica (30/9 - 30/10/2011)[17]

### Representação em Coleções Públicas e/ou Privadas
- Museu de Setúbal (Convento de Jesus);
- Instituto Politécnico de Setúbal (IPS), Escola Superior de Setúbal, Escola Superior de Tecnologia, Escola Superior de Ciências Empresariais (Setúbal);
- Misericórdia de Almada (Bandeira);
- Salão de Arte Moderna, SNBA, Lisboa;
- Empresas Cimpor, Galo, Rodosul;
- Pintura da cúpula do Edifício Polivalente da Junta de Freguesia do Pragal, sobre o tema “Fernão Mendes Pinto e a Peregrinação”;
- Painéis de azulejaria de homenagem à Academia Almadense (tema "história da colectividade" na sala de espetáculos) e à obra de Romeu Correia (piscina), Almada;
- Vitrais para a Igreja do Casal do Marco e Igreja do Pragal;
- Santuário Nacional de Cristo Rei (18 obras de pintura a óleo);
- Igreja Matriz do Barreiro (2 obras de pintura a óleo em grande formato);
- Hospital Ortopédico do Otão, Setúbal;
- Painéis, para moradias - Dr.João Abreu, Verdizela e Dr. Antº Melo, Palmela - e em complexo habitacional - Pátio das Artes, Cruz de Pau;
- Arquitetura Atris;
- Juntas: Costa Caparica, Cova Piedade, Cacilhas, Pragal, Charneca Caparica.[10]

### Outros
- Exposições: Pavilhão Paz e Amizade, sob o tema Portugal em Abril, Loures (24/4 - 3/5/1988); Festa do Avante, Bienal de Artes Plásticas, Seixal (Set.:1989, 1991, 1995, 1997, 1999); FIL, FAC´97 (Nov.1997)[18];
- Júri de obras enquanto Professor, pintor, representante da Imargem (concursos como Carnaval de Almada, Cartaz comemorativo 25 Abril/Turístico de Almada; Monumento ao Pescador(C.Caparica)/Associativismo Popular/Marinheiro(Insubmisso)/Vida/à Mulher)[10][19];
- Homenagem da Câmara Municipal de Almada a Louro Artur (2016)[20] e que adquiriu: Cena Familiar 1983, Figuras de Feira 1987, Partida 1988, Homem do Promontório 1988, Descida da Cruz 1988[10];
- Encontra-se representado, para além das obras particulares no país, na Bélgica, Países Baixos, Reino Unido, Espanha e EUA[16]